# Плещівка
Плещі́вка — село в Україні, у Коростенському районі Житомирської області. Населення становить 99 осіб.

## Географія
У селі річка Малошарівка впадає у Гранічевку, праву притоку Шестня. На північному заході від села бере початок річка Жаразлинка, права притока Шестня.

## Історія
У 1906 році село Іскоростської волості Овруцького повіту Волинської губернії. Відстань від повітового міста 29 верст, від волості 18. Дворів 37, мешканців 190.

## Населення

### Мова
Розподіл населення за рідною мовою за даними перепису 2001 року:
| Мова       | Кількість | Відсоток |
| ---------- | --------- | -------- |
| українська | 96        | 96.97%   |
| російська  | 3         | 3.03%    |
| Усього     | 99        | 100%     |